# Wu od Hana
Car Wu od Hana (tradicionalni kineski: 漢武帝, pojednostavljeni kineski: 汉武帝, pinyin: Hànwǔdì, Wu Ti), (156. pr. Kr.–29. ožujka 87. pr. Kr.), osobnim imenom Liu Che (劉徹), bio je sedmi car kineske dinastije Han koji je vladao od 141. pr. Kr. do 87. pr. Kr. Wu se najviše pamti po velikom teritorijalnom proširenju Kine pod njegovom vladavinom, kao i po tome što je na konfucijanskim principima organizirao snažnu i centraliziranu državnu upravu. U kineskoj povijesti se smatra najvećim vladarom dinastije Han i jednim od najvećih kineskih vladara uopće. Pod efikasnom upravom koju je organizirao Wu, Kina dinastije Han je postala jedna od najmoćnijih, ako ne i najmoćnija država tadašnjeg svijeta.
Car Wu je pokrenuo vojne pohode zaslužne za najširu ekspanziju Kine pod dinastijom Han, granice Carstva su se na njegovom vrhuncu prostirale od suvremenog Kirgistana na zapadu, današnje Sjeverne Koreje na sjeveroistoku te sjevernog Vijetnama na jugu. Car Wu je uspješno spriječio nomadske Xiongnue da kao ranije pustoše sjevernu Kinu te je godine 139. pr. Kr. Zhang Qiana poslao kao izaslanika da pokuša sklopiti savez s narodom Yuezhi u današnjem Uzbekistanu. To je kasnije dovelo do novih diplomatskih misija u Centralnu Aziju.
Iako je država koju je ustanovio bila autokratska i centralizirana, car Wu je prihvatio konfucijanstvo kao državnu filozofiju i temelj etičkog kodeksa za svoje carstvo, osnivajući konfucijanske škole. Ti su napori imali efekte koji će se osjećati za sve vrijeme trajanja carske Kine, kao i u susjednim civilizacijama. Vladavina Wua je trajala 54 godina — što je rekord koji neće biti premašen sve do vladavina cara Kangxija 1800 godina kasnije.

## Obitelj
Wu, čije je osobno ime bilo Che, bio je sin cara Jinga i carice Wang Zhi te muž carice Chen Jiao i carice Wei Zifu.
Imao je i nekoliko konkubina te mnogo djece. Njegov nasljednik je bio njegov sin Fuling, car Zhao od Hana, rođen od gospe Zhao.